# Umeå (gemeente)

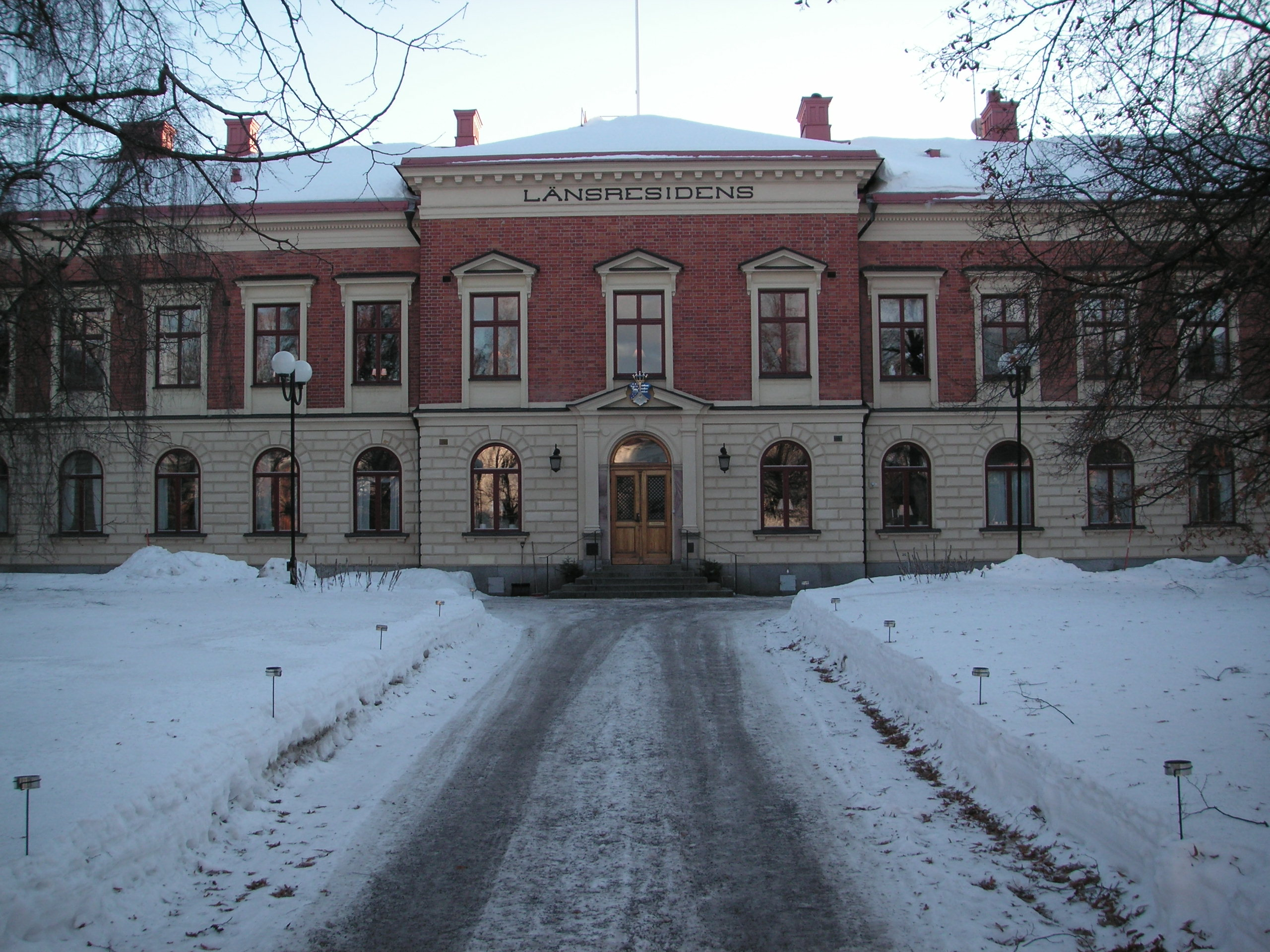

Umeå (spreek uit: umeo) (Samisch: Ubmeje) is een Zweedse gemeente en stad in Västerbotten. De gemeente behoort tot de provincie Västerbottens län. Ze heeft een totale oppervlakte van 5253,4 km² en telde 110.700 inwoners in 2005.
De eilandengroep Holmöarna in de Botnische Golf maakt deel uit van de gemeente.

## Plaatsen

### Tätorter
| - Umeå (stad) - Holmsund - Sävar - Hörnefors - Röbäck - Obbola - Ersmark | - Täfteå - Tomtebo - Innertavle - Stöcke - Hissjö - Bullmark | - Flurkmark - Tavelsjö - Sörmjöle - Västibyn - Botsmark - Stöcksjö |

### Småorter
| - Överboda - Brännland - Norrbyn - Bodbyn - Djäkneböle - Strömbäck - Yttersjö - Skravelsjö - Kåddis - Degernäs - Bösta - Sörmjöle havsbad - Sjömyran en het gebied ten oosten van Stöcksjön | - Rödåsel - Rödånäs - Ström - Norrmjöle - Hössjö - Baggböle - Kassjö - Sand - Brattby (zuidelijk deel) - Ansmark - Yttertavle - Nerbyn - Håkmark | - Själafjärden - Gravmark - Haddingen - Svedjan - Djupviken - Bjännsjön - Kroksjö - Klabböle - Hörneå - Kroklandet - Trehörningen (westelijk deel) |

## Partnersteden
- Petrozavodsk (Rusland)

Bjurholm ·
Dorotea ·
Lycksele ·
Malå ·
Nordmaling ·
Norsjö ·
Robertsfors ·
Skellefteå ·
Sorsele ·
Storuman ·
Umeå ·
Vilhelmina ·
Vindeln ·
Vännäs ·
Åsele